# Округ Вајкомико (Мериленд)
Вајкомико (енгл. Wicomico County) је округ у америчкој савезној држави Мериленд.

## Демографија
По попису из 2010. године број становника је 98.733, што је 14.089 (16,6%) становника више него 2000. године.
| Група             | 2000.          | 2010.          |
| Белци             | 60.552 (71,5%) | 65.767 (66,6%) |
| Афроамериканци    | 19.717 (23,3%) | 23.873 (24,2%) |
| Азијати           | 1.478 (1,7%)   | 2.471 (2,5%)   |
| Хиспаноамериканци | 1.842 (2,2%)   | 4.478 (4,5%)   |
| Укупно            | 84.644         | 98.733         |